# 복귀신탁
복귀신탁 혹은 결과신탁이란 모든 이익이 배분되고 남은 잔여재산에 대해 추정되는 법적으로 발생하는 묵시적인 신탁이다. 누군가 부동산을 매수하는데 자금을 제공하였고 또 다른 누군가가 대신 명의를 받는다고 해도 그 자금공급자가가 다른 사람에게 그 부동산을 증여한다는 것을 의미하지는 않는 것으로 추정하며 영미법에서 주로 쓰인다.

## 사례
예를 들어 갑이 돈을 내고 을의 명의로 집을 구입하는 경우, 을이 후에 그 집을 매도하여 돈을 번 경우 매매대금에 대해 구매대금복귀신탁(Purchase Money Resulting Trust)이 형성된다.

## 요건
다음 요건 중 하나가 있으면 복귀신탁이 적용될 수 있다.
- 신탁의 목적 달성
- 명시신탁이 성립불가
- 공익신탁이 종료 혹은 가급적 근사원칙이 적용될 수 없음
- 신탁이 불법
- 신탁에 초과재산이 존재

## 같이 보기
- 추정신탁